# 上海市天山第二中學
天山二中（全称上海市天山第二中学）于1963年创立在中華人民共和國上海市长宁区芙蓉江路221号，建校时从上海县（现闵行区）借地而造，之后一半的学生来自于上海县另一半来自长宁区。2017年由于学校操场改建而征收了7位人员的房屋用地。2018年9月20日天山初中教育集团成立，当天天山二中加入该集团。肖旭军为校长。刘君为副校长。